# Waldbahn
Waldbahn is sinds 29 september 1996 is de merknaam voor treinen van de Regentalbahn (Die Länderbahn) op de spoorlijnen Plattling - Bayerisch Eisenstein, Zwiesel - Grafenau en Zwiesel - Bodenmais. Sinds 12 september 2016 rijdt de Waldbahn ook op de spoorlijn Gotteszell - Viechtach.

## Geschiedenis
De Regentalbahn nam op 23 mei 1993 het reizigersverkeer over op de lijn Zwiesel - Bodenmais / Grafenau in opdracht van DB Regio. Na levering van de treinstellen van het type Regio-Shuttle werd de merknaam Waldbahn ingevoerd. Vanaf 26 mei 1997 nam de Regentalbahn ook het verkeer op de spoorlijn Plattling - Bayerisch Eisenstein over, die aansluiting op het langeafstandsverkeer van Duitsland en Tsjechië had, onder de naam Waldbahn.
De spoorlijnen werden in 2011 samen met de spoorlijnen in Oost-Beieren aanbesteed. De Bayerische Eisenbahngesellschaft (BEG) maarte op 22 juli 2011 bekend dat van 15 december 2013 tot en met 10 december 2023 de Regentalbahn op deze trajecten mag rijden. Hierbij werd op het trajectdeel Plattling - Deggendorf de frequentie verhoogd naar elk half uur. 
Een ander plan was op de lijn Grafenau - Zwiesel een uurfrequentie in te voeren. Plannen om de treinen vanaf Bayerisch Eisenstein naar het Tsjechische Klatovy te verlengen haalde het niet. Sinds 15 december 2013 is Die Länderbahn directe opdrachtnemer van de Bayerische Eisenbahngesellschaft. Hierdoor veranderde de aanduiding van de treinen van RB (Regionalbahn) naar WBA (Waldbahn).
Op 25 augustus 2016 won Die Länderbahn na een aanbesteding de concessie voor een proefexploitatie op de spoorlijn Gotteszell - Viechtach. De exploitatie werd gestart op 12 september 2016 met voormalige ODEG-Regio-Shuttles in een uurfrequentie.

## Dienstregeling
Na de uitbreiding van de drie spoorlijnen werd in 2003 een klokvaste dienstregeling op de spoorlijnen van de Zwieseler Spinne ingevoerd. Het station Zwiesel is daarbij het knooppuntstation van deze spoorlijnen. De treinen naar Bayerisch Eisenstein, Plattling en Bodenmais rijden elk uur, de lijn naar Grafenau wordt elke twee uur bediend. De treinen ontmoeten elkaar net voor het hele uur in Zwiesel en rijden na een korte tussenstop net na het hele uur verder. Zo ontstonden er korte overstaptijden tussen de treinen.

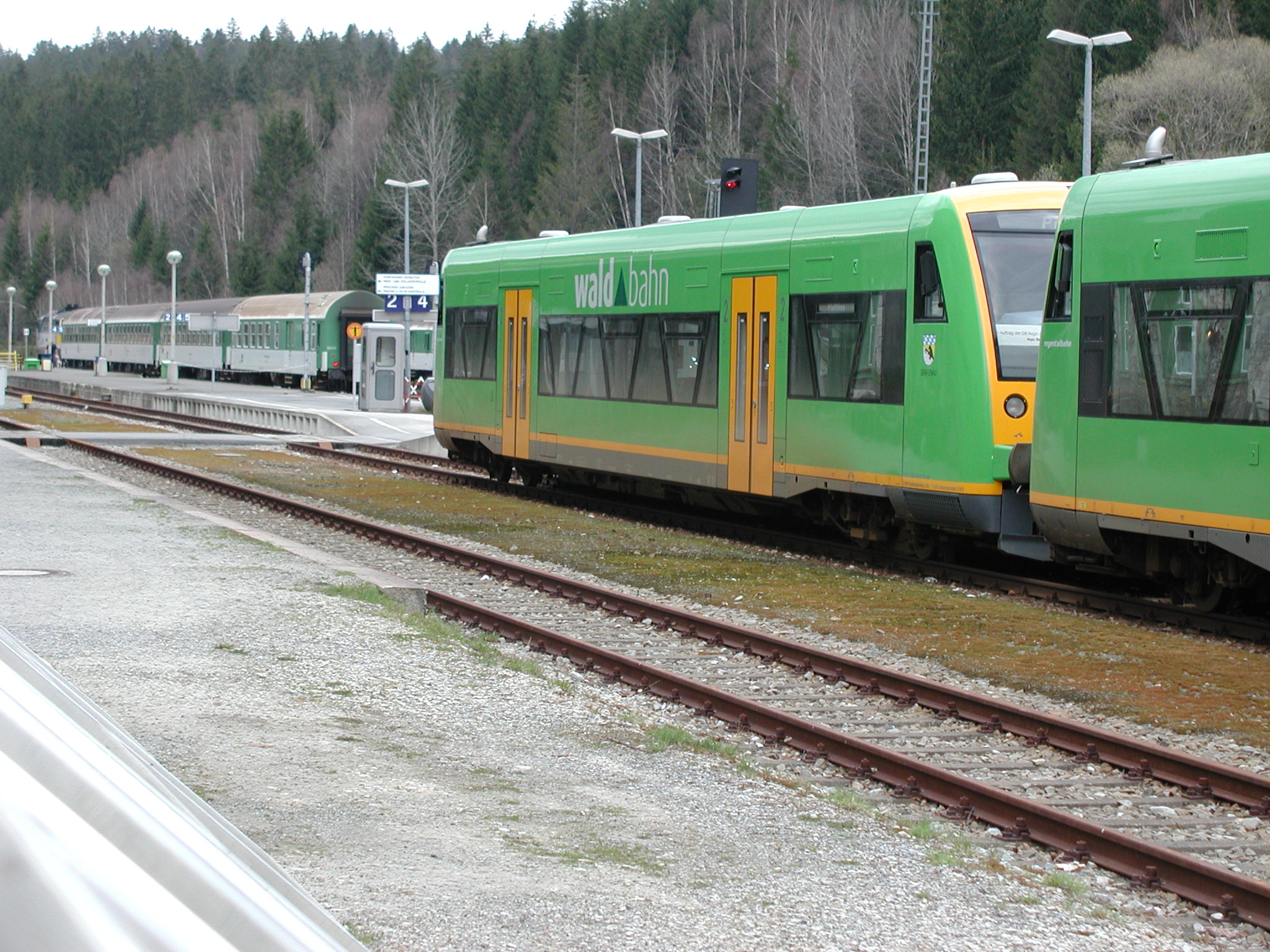
Grensstation Bayerisch Eisenstein/Železná Ruda-Alžbĕtín met de Duitse Waldbahn en een Tsjechische sneltrein (2005)

De dienstregeling werd bovendien op station Plattling uitgelijnd, waarmee de treinen op de knoop aansloten van het Neder-Beierse regionale treinen naar München, Passau en Regensburg en op het internationale ICE-verkeer in de richting van Frankfurt am Main via Neurenberg of naar Wenen. In Bayerisch Eisenstein bestaat aansluiting op het Tsjechische regionale verkeer naar Klatovy/Pilsen evenals op de sneltrein van České dráhy in de richting van Praag. De overstaptijd bedraagt hier tussen de 15 en 30 minuten.
Ook de op 12 september 2016 gereactiveerde lijn Gotteszell - Viechtach werd ook de knoopdienstregeling aangesloten. Hier bestaat kort voor het halve uur aansluiting in de richting van Plattling respectievelijk uit de richting van Zwiesel en kort na het halve uur vise versa.
| Lijn  | Route                                                          | Lengte | Stations | Start van exploitatie |
| ----- | -------------------------------------------------------------- | ------ | -------- | --------------------- |
| WBA 1 | Bayerische Eisenstein - Zwiesel (Bay) - Gotteszell - Plattling | 72 km  | 11       | 15 december 2013      |
| WBA 2 | Bodenmais - Zwiesel (Bay)                                      | 15 km  | 5        | 15 december 2013      |
| WBA 3 | Zwiesel (Bay) - Grafenau                                       | 32 km  | 9        | 15 december 2013      |
| WBA 4 | Viechtach - Gotteszell                                         | 25 km  | 8        | 12 december 2016      |

## Materieel
In totaal zijn rijden er 12 treinstellen van het type Regio-Shuttle van het bouwjaar 1996-1997. Een grootdeel van de treinstellen draagt de naam van gemeenten waardoor de trein rijdt of faciliteiten in de regio. De treinstellen hebben klassieke schroefkoppelingen en zijn gebouwd door Adtranz. De twaalf treinstellen hebben in het langevloergedeelte een 3+2-stoelindeling met in totaal 77 zitplaatsen. Tot 2014 waren er nog twee in 2004 nageleverde treinstellen van Stadler Rail in dienst. Deze treinstellen vervingen de daarvoor ingezette oudere treinstellen van het type Baureihe 515. Ze wijken van de voorganger in details af. Ze bezitten over een klimaatsysteem, een lichte sterke motor en een 2+2-stoelindeling in het lagevloerdeel. Bij de start van het Oberpfalznetwerk werden ze met een middenbufferkoppeling voorzien en aan de Oberpfalzbahn overgegeven. Het onderhoudsbedrijf bevindt zich in Viechtach. Tevens werd in 2013 een werkplaats op station Zwiesel geopend om onnodige overbrengingsritten over de spoorlijn Gotteszell - Viechtach te vermijden.
De treinstellen dragen sinds augustus 2006 van een groen-gele beschildering voorzien. Deze is omgekeerd van de beschildering van de aangrenzende Oberpfalzbahn, die eveneens door de Regentalbahn geëxploiteerd wordt. Daarvoor droegen de treinstellen een wit-groen-rode beschildering, de omschildering begon in 2002.

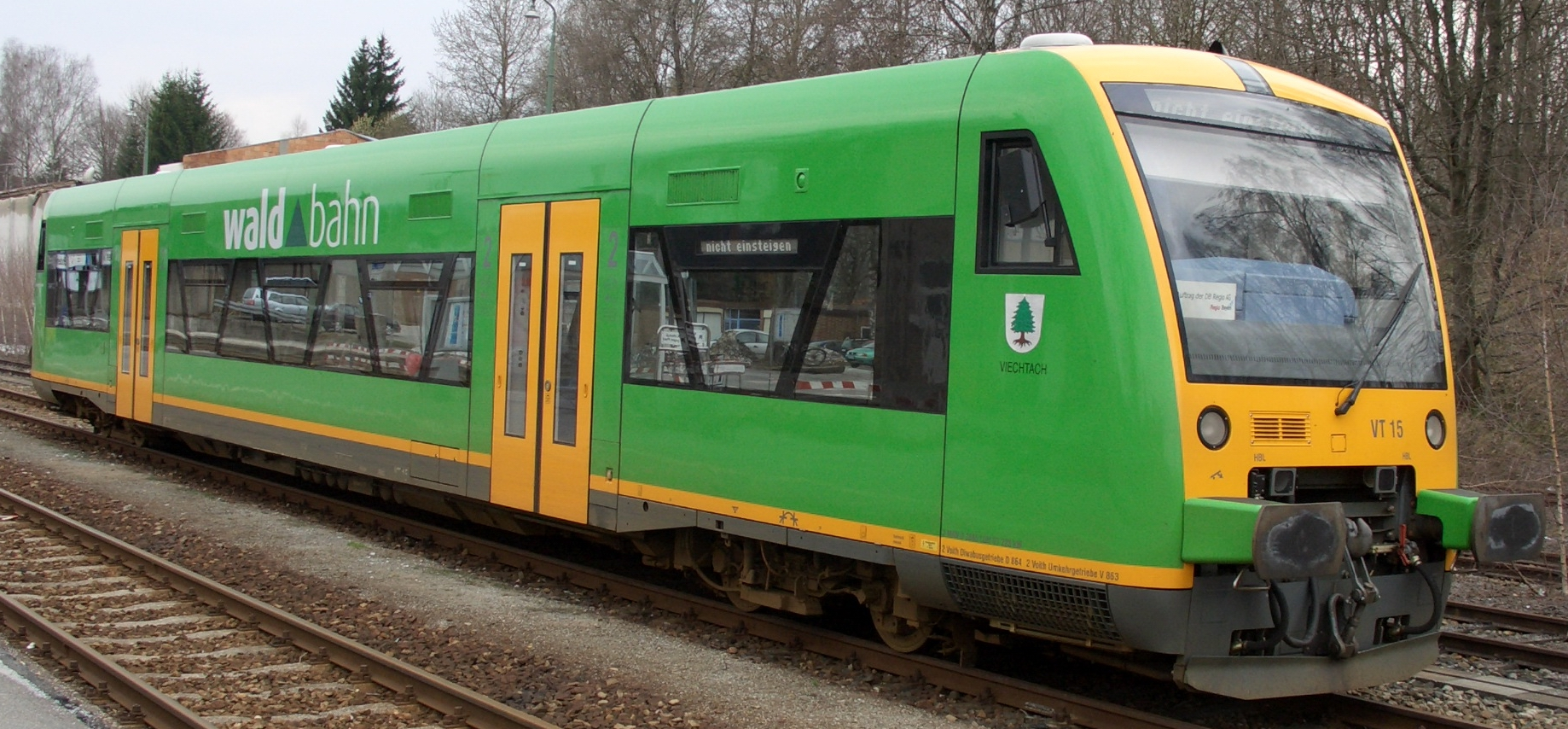
Triebwagen VT 15 der Waldbahn im Bahnhof Zwiesel (2006)

Voor de reactivering van de spoorlijn Gotteszell - Viechtach werden in 2016 vijf in 2004 door Stadler Rail gebouwde Regio-Shuttles door Netinera-dochtermaatschappij ODEG aangeschaft. Deze werden aan de zijkanten voorzien van de Waldbahn-huisstijl, maar aan de voorkant en bij de deuren beschikken ze nog over een ODEG-huisstijl. In tegenstelling tot de overige Waldbahn-treinstellen zijn deze geklimatiseerd, bezitten over een rolstoeltoegankelijk toilet, biedt plek voor 10 in plaats van 6 fietsen, de stoelen zijn in een coachopstelling, hebben geen reizigersinformatiesysteem, een 2+2 stoelindeling, 72 in plaats van 77 stoelen en bezitten over twee vierzitters met stopcontacten.

## Stations
De stations van de Waldbahn zullen om en om gemoderniseerd worden. Een bijzonder aandachtspunt is de toegankelijkheid. Grote bouwwerkzaamheden waren dusverre de nieuwbouw van het eilandperron op station Zwiesel, de nieuwbouw van de halte Ludwigsthal in de nabijheid van het Hause zur Wildnis evenals de ombouw van station Grafenau en het daarbij behorende busstation. Van de in totaal 23 stations en haltes in Duitsland zijn er in december 2016 op 2 stations na alles volledig of deels toegankelijk. In Tsjechië liggen in Železná Ruda drie verdere stations. Op december 2014 zijn er met de verlenging tot Klatovy twaalf verdere stations tot het eindstation Klatovy (Klattau) bijgekomen. Deze zijn nog niet toegankelijk gemaakt.
Op 15 december 2013 werd er een nieuwe halte geopend, namelijk Grafling-Arzting tussen Deggendorf en Gotteszell, nadat er 30 jaar geen trein meer heeft gestopt in het Graflinger Tal.
Sinds 12 september 2016 rijden tussen Gotteszell en Viechtach in kader van een tweejarig proefbedrijf treinen van Waldbahn. De haltes aan de lijn werden door Die Länderbahn omgebouwd en compleet vernieuwd. Bij het Waldbahn-netwerk kamen de stations Ruhmannsfelden, Patersdorf, Teisnach Rohde & Schwarz, Teisnach, Gumpenried-Asbach, Schnitzmühle en VIechtach. De lijn rijdt onder het nummer WBA 4. Deze verving na 25 jaar de zondagse vrijetijds- en wandellijn in het Regental. De voormalige haltes Gstadt, Schönau-Neunußberg en Böbrach Tunnel werden door hun afgelegen locaties niet meer heropend.